# Dmytro Polupan
Dmytro Polupan, né le 10 octobre 2003 à Lyman,, est un coureur cycliste ukrainien.

## Biographie
En 2021, Dmytro Polupan devient champion d'Ukraine sur route dans la catégorie juniors (moins de 19 ans). La même année, il représente son pays lors des championnats d'Europe et des championnats du monde juniors. Il intègre ensuite l'effectif de l'UC Pistoiese en 2023. Bon rouleur, il remporte un nouveau titre national dans le contre-la-montre chez les espoirs (moins de 23 ans). Il participe également aux championnats du monde de Glasgow.

## Palmarès
- 2021
  -  Champion d'Ukraine sur route juniors
  - 2e du championnat d'Ukraine du contre-la-montre juniors
- 2023
  -  Champion d'Ukraine du contre-la-montre espoirs